# UB-121号潜艇
陛下之UB-121号艇是德意志帝国海军于第一次世界大战期间建造的其中一艘UB-III型近岸潜艇或称U艇。它由不来梅的威悉船厂承建，于1918年1月6日新船下水，至同年2月10日交付使用。其全长55.85米，水面及水下排水量分别为512吨和643吨，艇载武器则包括五具500毫米鱼雷发射管以及一门105毫米口径甲板炮。UB-121号入役后曾被部署至驻埃姆登的第三区舰队，并参与了大西洋潜艇战。但在三次巡逻期间，该艇未能击沉任何船舶。战后，根据对德停战协定的要求，UB-121号于1918年11月20日被引渡至英国哈维奇正式向协约国投降，继而于1919年移交法国，但在转运至布雷斯特途中于柏令海崖搁浅。其残骸就地拆解报废，但仍有部分碎片遗留在当地。

## 设计
UB-121号是不来梅威悉船厂承建的UB-III型第三批次（UB-118至UB-132号）的四号艇，由德意志帝国海军潜艇监察局于1917年2月8日订购、4月17日动工，至1918年2月23日下水。其全长55.85米，舷宽5.80米。艇体采用双壳体结构，水面及水下排水量分别为512吨和643吨，浮起时的吃水深度为3.72米。由于无需像UC-II型艇那样提供水雷布设装置，设计工程师对潜艇舷弧进行了优化，增大了司令塔体积，配备两具潜望镜，司令塔与控制室之间增加一道水密舱壁。这些改进显著提高了潜艇的水下机动性和生存力。为了达到更高的航速，UB-121号采用两台戴姆勒六缸四冲程525匹公制馬力（386千瓦特）柴油机用于水面运行，以及两台394匹公制馬力（290千瓦特）的西门子-舒克特电动发电机用于水下航行；水面最高航速13.9節（25.7每小時），水下7.6節（14.1每小時）；能够在水面以6節（11每小時）航速续航7,280海里（13,480），或以4節（7.4每小時）连续在水下航行50海里（93）而无需充电。
UB-121号的主武器为五具500毫米艇艏鱼雷发射管，其中艇艏四具采用层叠式布局分居两侧、艇艉一具，并可搭载合共10枚G6型鱼雷。辅助武器则是一门88毫米30倍径速射炮。其标准船员编制为3名军官加31名水兵。

## 服役历史
1918年2月10日，UB-121号在首度担任艇长的海军中尉阿布雷希特·施密特的指挥下正式入役，随即展开海试。完成海试后，该艇于5月19日被编入驻埃姆登的第三区舰队，并参与了大西洋潜艇战，足迹遍及北海的托里岛和北海海峡等水域。但在三次巡逻期间，该艇未能击沉任何船舶。战后，根据对德停战协定的要求，UB-121号于1918年11月20日被引渡至英国哈维奇正式向协约国投降，继而于1919年移交法国，但在转运至布雷斯特途中于4月15日在柏令海崖搁浅。英国海军部遂于5月3日将其残骸以500英镑的价格售予R·隆梅特，并就地拆解报废，但仍有部分碎片遗留在当地。

## 脚注
1. ↑  Rössler，第55頁.
2. 1 2  Helgason, Guðmundur. . German and Austrian U-boats of World War I - Kaiserliche Marine - Uboat.net.   [2009-02-13].
3. 1 2 3 4  Gröner 1991，第25-30頁.
4. 1 2  Helgason, Guðmundur. . German and Austrian U-boats of World War I - Kaiserliche Marine - Uboat.net.   [2015-03-10].
5. ↑  陈进，第239頁.
6. ↑  NARS，第58頁.
7. ↑  Dodson & Cant，第130頁.